# 不動寺 (渋川市)
不動寺（ふどうじ）は群馬県渋川市赤城町宮田にある曹洞宗の寺院。本尊の石造不動明王立像は鎌倉時代の作で、重要文化財。「宮田の不動様」として知られている。

## 概要
後述する石造不動明王立像を本尊とする寺院を創建する目的で、昭和17年（1942年）3月30日に群馬県知事の認可を受けて、昭和19年（1944年）に建立された。
不動堂の北に宮田神社が隣接する。

## 文化財

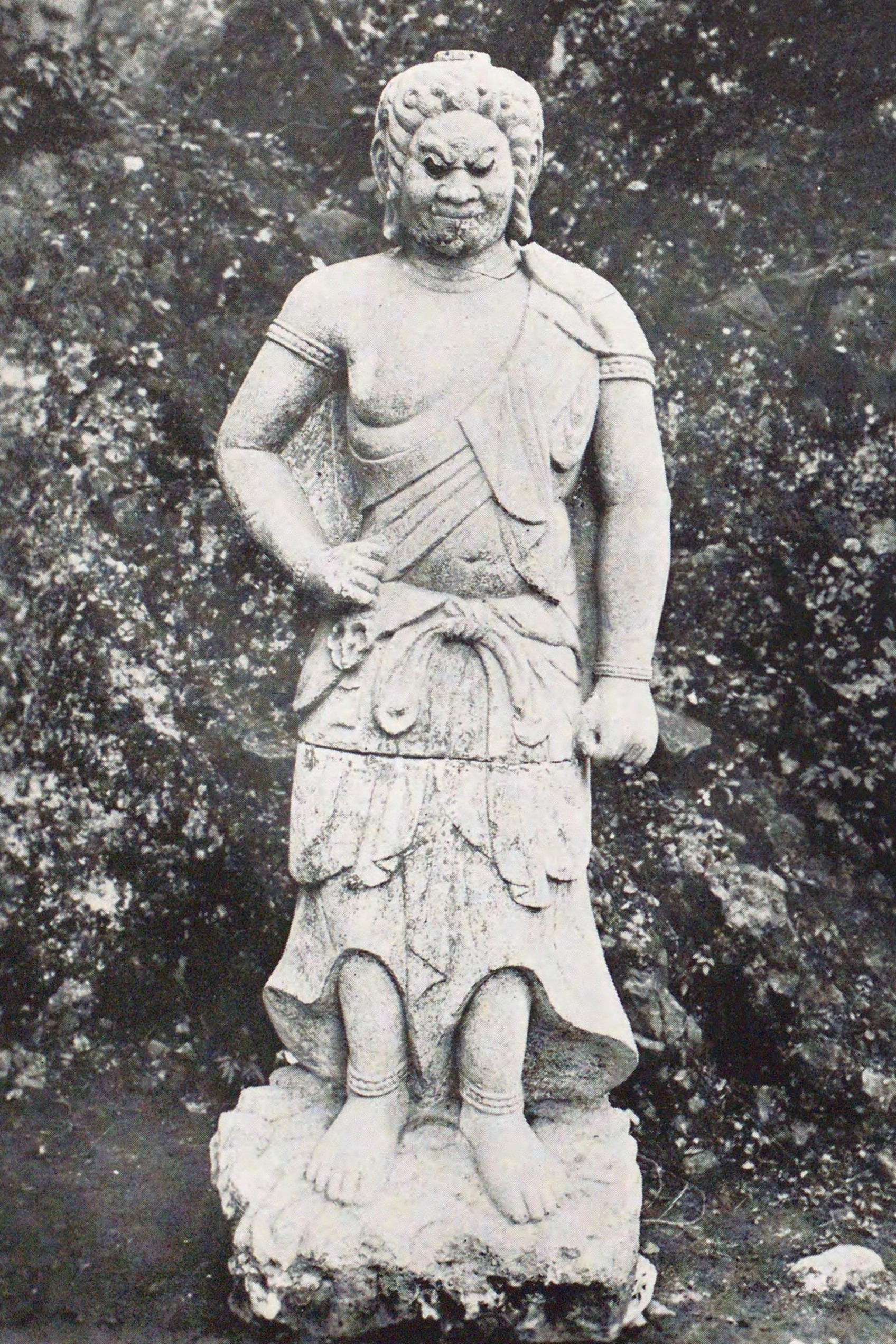
石造不動明王立像（重要文化財）

### 重要文化財
- 石造不動明王立像附像内納入品一括（昭和38年2月14日指定）[3]

凝灰岩質石英斑石の丸彫による石仏。総高166cm、腰回り157cm。腰部で分割され、断面と台座上面に墨書銘がある。下半身上面の墨書銘によって建長3年（1251年）に里見氏義（里見義俊の曾孫）の発願によって造立されたことが分かる。
古くから信仰を集め、貞享元年（1684年）の『前橋風土記』では巌穴に祀られ、弘法大師の作とされている。天明6年（1786年）奈佐勝皐『山吹日記』にも記述がある。
明治初期に廃仏毀釈によって堂は破却、山門は売却された。
昭和9年（1934年）岩沢正作や角田恵重による調査の際には、盗賊によって上半身を倒されていたものの断面の墨書が確認された。内部からはいろは歌や両部曼荼羅、竜を描いた紙片、像の下などから古銭が発見されたが、内部に納められていたとみられる胎内仏は持ち去られていた。
開帳は毎年1月28日。

### 渋川市指定重要文化財
- 宮田の石灯籠（昭和46年3月25日指定）[3]

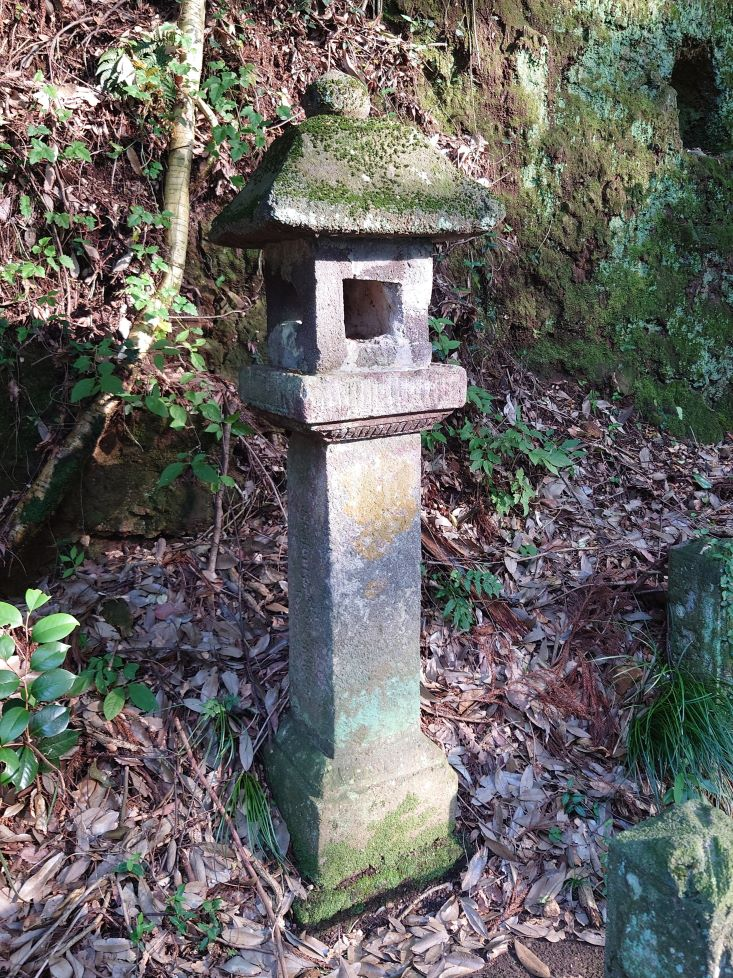
宮田の石灯籠

  - 竿に嘉吉3年（1443年）の銘がある[8]。総高115cm。基台・竿・火袋ともに四角形だが、火袋は後補か。もとは字北にあった熊野神社別当・南光院にあったが明治初年に現在地に移された[9]。

## 関連文献
- 川勝, 政太郎『宮田不動明王石仏と石彫の隆盛期』角田恵重、1935年。